# Gamelia punctatus
Gamelia punctatus är en fjärilsart som beskrevs av Eugène Louis Bouvier 1929. Gamelia punctatus ingår i släktet Gamelia och familjen påfågelsspinnare. Inga underarter finns listade i Catalogue of Life.